# POP SISTER
『POP SISTER』（ポップ・シスター）は、fumikaのオリジナル・アルバム。2013年2月6日にアリオラジャパンから発売された。

## 概要
CDデビューから1年8ヶ月でのリリースとなるファーストアルバム。これまでにリリースされたシングル5作品の収録曲を含む全14曲を収録。このうちカバー曲「春なのに」を除くオリジナル曲13曲全てにタイアップが付いている。
初回生産限定盤には、収録曲のミュージック・ビデオを収録したDVDが付属。

## 収録曲
1. snowflakes (4:27)
  - CDデビュー以前の2010年11月24日に配信限定でリリースされた、実質的なメジャーデビュー作となる楽曲[3]。レコチョクCMソング。
2. たいせつな光 (5:41)
  - 2ndシングル。20世紀フォックス配給映画『はやぶさ/HAYABUSA』主題歌。
3. Baby Blossom (4:42)
  - 3rdシングルのカップリング曲。日本工学院CMソング。
4. 隣にいたかった feat. WISE (5:02)
  - 3rdシングル。『涙ソング』3部作第1弾[4]。
5. その声消えないよ feat. Sunya (4:51)
  - 4thシングル。『涙ソング』3部作第2弾[5]。日本テレビ系『夜遊び三姉妹』エンディングテーマ。
6. 旅立ちのベル feat. 福田桃代 (5:27)
  - 『涙ソング』3部作第3弾[6]。女性歌手福田桃代がフィーチャリングアーティストとして参加。日本テレビ系『ハッピーMusic』パワープレイ。
  - 2013年1月23日より先行配信[7]。
7. 7days (4:05)
  - エイチアイエス「H.I.S.春キャンペーン」CMソング[2]。
8. アオイトリ (4:20)
  - 1stシングル。テレビ東京系アニメ『BLEACH』エンディングテーマ。
9. 時を越えて (5:52)
  - 5thシングルのカップリング曲。ベルリン国立美術館展（福岡展）CMソング。
10. Round and Round (4:55)
  - 東映配給映画『恋する歯車』主題歌。
11. 海風のブレイブ (3:58)
  - 5thシングル。フジテレビ系「ノイタミナ」枠テレビアニメ『ROBOTICS;NOTES』エンディングテーマ。
12. 春なのに (4:14)
  - 1983年にリリースされた柏原芳恵の同名曲のカバー。本アルバム収録曲の中で唯一タイアップが付いていない（発売日時点）。
13. Change the world (3:36)
  - 2012年3月21日に配信限定リリースされた楽曲。JR東日本「TYO」CMソング[8]。
14. 天国のドア (5:39)
  - 1stシングルのカップリング曲。レコチョクオーディショングランプリ獲得曲[9]。

### DVD（初回生産限定盤のみ）
1. アオイトリ (MUSIC VIDEO)
2. たいせつな光（なでしこVer.） (MUSIC VIDEO)
3. 隣にいたかった feat. WISE (MUSIC VIDEO)
4. Baby Blossom (MUSIC VIDEO)
5. その声消えないよ feat. Sunya (MUSIC VIDEO)
6. 海風のブレイブ (MUSIC VIDEO)
7. 旅立ちのベル feat. 福田桃代 (MUSIC VIDEO)
8. Documentary of 青い鳥を探して、、、 (MUSIC VIDEO)